# Abdul Khalili
Abdul Rahman Khalili (7 juni 1992) is een Zweeds voetballer van Palestijnse afkomst die bij voorkeur als centrale middenvelder speelt. Hij tekende in 2014 bij Mersin İdman Yurdu.

## Clubcarrière
Helsingborgs IF haalde Khalili in januari 2009 weg bij Högaborgs BK en leende de speler uit aan zijn ex-club en aan IFK Värnamo. In januari 2012 nam IFK Värnamo hem definitief over. In januari 2014 keerde de centrale middenvelder terug bij Helsingborgs IF. In juli 2014 werd hij getransfereerd naar het Turkse Mersin İdman Yurdu. Op 30 augustus 2014 debuteerde Khalili in de Süper Lig tegen Beşiktaş JK. Op 8 februari 2015 maakte hij zijn eerste competitietreffer tegen Kasımpaşa SK.

## Interlandcarrière
In juni 2015 won Khalili met Zweden –21 het Europees kampioenschap voor spelers onder 21 jaar in Tsjechië. In de finale werd Portugal –21 verslagen na strafschoppen.
Khalili nam met het Zweeds olympisch elftal deel aan de Olympische Spelen 2016 in Rio de Janeiro. Daar werd de ploeg onder leiding van bondscoach Håkan Ericson uitgeschakeld in de groepsfase, na een gelijkspel tegen Colombia (2-2) en nederlagen tegen Nigeria (1-0) en Japan (1-0).

## Erelijst

### MetZweden -21
| Nationaal      |    |      |
| Winnaar EK -21 | 1x | 2015 |